# Heinestummellerche
Die Heinestummellerche (Alaudala heinei) ist eine Vogelart aus der Familie der Lerchen (Alaudidae).
Die Art wird mitunter in die Gattung Calandrella gestellt.
Die Lerche wurde bis vor kurzem als Unterart (Ssp.) der Stummellerche (Alaudala rufescens, Syn. Calandrella rufescens) angesehen und als C. r. heinei bezeichnet
dann als eigenständige Art Alaudala heinei abgetrennt im Jahre 2020.
Ferner wurde sie früher als konspezifisch mit der Halsfleckenlerche (Alaudala somalica) angesehen.
Der Vogel kommt in Afghanistan, Irak, Iran, Kasachstan, Mongolei, Rumänien, Südkaukasus, in der Türkei und Ukraine vor.
Der Lebensraum umfasst offene, nur teilweise busch- und grasbewachsene Flächen, gerne auch Salzwiesen oder sandige Halbwüsten.
Die westliche Teilpopulation ist Standvogel, in Nordafrika kommt es zu größeren Wanderungsbewegungen. Die übrige Population ist teilweise Zugvogel, die Vögel aus dem Norden überwintern im Mittleren Osten oder im Norden des Indischen Subkontinentes.
Das Artepitheton bezieht sich auf Ferdinand Heine senior.

## Merkmale
Der Vogel ist 13 bis 14 cm groß und wiegt zwischen 20 und 27 g. Diese Lerche ist kurzschnäblig, klein mit fein gestrichelter Brust, einem weißlichen schmalen Überaugenstreif und weitem Augenring, einem breitbasigen Schnabel und langen Flügeln mit ziemlich langer Handschwingenprojektion, ziemlich kurzem Schwanz und kurzer Hinterkralle.
Der Scheitel mit aufstellbarem Kamm hat zarte schwärzliche Streifen, die Oberseite ist dunkel rotbraun bis braun mit breiteren dunklen Streifen, in Richtung Schwanz abnehmend. Die dunkleren mittleren Flügeldecken heben sich etwas vom übrigen Flügel ab. Die Unterseite ist weiß, Brust und Flanken etwas rotbraun bis zimtfarben überhaucht. Der Schnabel ist horngrau, am First etwas dunkler, die Basis des Unterschnabels ist gelblich, die Beine bräunlich bis gelblich-braun. Die Geschlechter unterscheiden sich nicht. Jungvögel sind auf der Unterseite etwas gefleckt.
Die Art ist der Salzlerche (Alaudala cheleensis) sehr ähnlich, ist aber etwas kleiner und etwas dunkler auf der Oberseite. Außerdem hat sie etwas rundere Flügelspitzen und weniger Weiß auf den Steuerfedern.
Sie ähnelt auch der Uferlerche (Alaudala raytal), die aber blass sandgrau auf der Oberseite ist, weniger gestrichelt auf der Brust und einen dunkleren Schwanz zeigt. Die Halsfleckenlerche (Alaudala somalica) ist dunkler mit mehr rotbraun und ausgeprägterer Gesichtszeichnung, kann aber bei blassem Gefieder ähnlich aussehen. Die Kurzzehenlerche (Calandrella brachydactyla) hat eine längere Handschwingenprojektion, deutlicher gestrichelte Flanken und einen kleineren Schnabel. Sie ruft auch anders.

## Geografische Variation
Es werden folgende Unterarten anerkannt:
- A. h. heinei (Homeyer, 1873), Nominatform – Nordostrumänien und Ukraine bis Ostkasachstan und Mongolei, auch Osttürkei, Südkaukasus und Nordiran, schließt die Unterart pseudobaetica mit ein[3]
- A. h. aharonii (E. J. O. Hartert, 1910), – Zentraltürkei, schließt die Unterart niethammeri mit ein[3]
- A. h. persica (Sharpe, 1890), Irak bis Südafghanistan

## Stimme
Die Lerche singt meist im Fluge, aber auch von einer niedrigen Warte oder vom Erdboden aus, ein variabler und melodiöser Gesang, der gerne auch Rufe anderer Vögel nachahmt. Der häufigste Ruf wird mit „prrrit“ oder „chirrick“ beschrieben. Die Lautäußerungen unterscheiden sich deutlich von denen der Kurzzehenlerche (Calandrella brachydactyla).

## Lebensweise
Die Nahrung besteht aus Wirbellosen und Pflanzensamen, auch Früchte, die auf der Erde in kleinen oder größeren Gruppen gesucht werden.
Die Brutzeit liegt ab Mitte März auf den Kanarischen Inseln und Israel, sonst zwischen April bis Juli. Es finden oft zwei oder manchmal drei Bruten statt. Vermutlich lebt die Art monogam.
Das Weibchen legt das Nest an, das Gelege besteht aus 2 bis 6 Eiern. Das Weibchen brütet nach Ablage des letzten Eies über 13 – 14 Tage. Die Küken werden von beiden Elternvögeln versorgt.

## Gefährdungssituation
Die Art ist bislang nicht untersucht.